# SN 2005ch
SN 2005ch – supernowa typu Ia odkryta 8 czerwca 2005 roku w galaktyce A142206+0159. W momencie odkrycia miała maksymalną jasność 15,80m.